# Charlotte Welm
Charlotte Welm (* 25. Oktober 1923 in Nowawes) ist eine ehemalige Gewerkschaftsfunktionärin der DDR. Sie leitete von 1954 bis 1958 die Industriegewerkschaft Nahrung-Genuss-Gaststätten (NGG) und von 1958 bis 1984 die IG Handel, Nahrung und Genuss (HNG).

## Leben
Welm wurde 1923 als Charlotte Decker im damaligen Potsdamer Vorort Nowawes als Tochter eines Maurers geboren. Von 1928 bis 1933 gehörte sie der Reichsarbeitsgemeinschaft der Kinderfreunde (RAG) an. Nach der Volksschule absolvierte sie von 1938 bis 1941 eine kaufmännische Ausbildung in Heinis Knäckebrot-Bäckerei GmbH in Potsdam-Babelsberg und arbeitete anschließend bis 1947 als Buchhalterin in der zur Märkischen Knäckebrotbäckerei umbenannten Firma. Von 1938 bis 1945 war sie in der Deutschen Arbeitsfront (DAF) organisiert.
Nach Kriegsende wurde sie zugleich zur Betriebsratsvorsitzenden gewählt. Sie trat 1945 zunächst in die wiedergegründete Sozialdemokratische Partei Deutschlands (SPD) ein und wurde im Zuge der SED-Gründung deren Mitglied. Darüber hinaus wurde sie 1945 auch Mitglied des neu geschaffenen Freien Deutschen Gewerkschaftsbundes (FDGB). 1946 wurde sie in den Landesvorstand Brandenburg und den zonenweiten Zentralvorstand der IG Nahrung-Genuss-Gaststätten gewählt. Nach einem Sonderlehrgang für Zentralvorstandsmitglieder wurde sie im Februar 1947 Frauen- und Jugendleiterin des Landesvorstandes der IG Nahrung-Genuss-Gaststätten. Die Tätigkeit im Landesvorstand übte sie hauptamtlich aus. Von März 1949 bis Oktober 1951 führte sie den Landesverband der IG als Vorsitzende. 1949 wurde sie Mitglied der Gesellschaft für Deutsch-Sowjetische Freundschaft (DSF) und 1950 des Demokratischen Frauenbundes Deutschlands (DFD). Im Jahr 1950 war sie Mitglied der Sonderkommission zur Überprüfung der Mitglieder und Kandidaten der SED. Von November 1951 bis November 1952 studierte sie an der Gewerkschaftshochschule in Bernau bei Berlin. Anschließend wechselte sie nach Berlin, wo sie im Zentralvorstand der IG vom 1. Dezember 1952 bis 31. August 1954 als Abteilungsleiterin für Sozial- und Gesundheitswesen und Sekretärin des Zentralvorstandes tätig war. Ab 1952 war sie Mitglied der Gesellschaft für Sport und Technik (GST) und ab 1953 der Betriebsparteiorganisation der SED im Zentralvorstand der Gewerkschaft. 
Am 1. September 1954 übernahm die damals noch verheiratete Charlotte Meyhöfer als Nachfolgerin von Willi Klevesath den Vorsitz der IG Nahrung-Genuss-Gaststätten. Am 20. Juni 1955 wurde sie auf dem 4. FDGB-Kongress zum Mitglied des Präsidiums des FDGB-Bundesvorstandes gewählt. Anfang August 1955 heiratete sie Heinz Welm und nahm dessen Namen an.
Nach den Strukturveränderungen der Einzelgewerkschaften wurden die IG Nahrung-Genuss-Gaststätten, die Gewerkschaft Handel und Teile der aufzulösenden IG Örtliche Wirtschaft zur Gewerkschaft Handel, Nahrung und Genuss zusammengeschlossen. Auf der 1. Zentralen Delegiertenkonferenz am 24. April 1958 wurde Charlotte Welm zur Vorsitzenden der neuen Gewerkschaft gewählt. Auf dem 5. FDGB-Kongress im Oktober 1959 wurde sie nicht mehr in das Präsidium gewählt und war nur noch einfaches Mitglied des Bundesvorstandes. 1960/61 absolvierte die Gewerkschafterin einen Einjahreslehrgang an der Parteihochschule Karl Marx. Anschließend wurde sie auf der 12. Tagung des FDGB-Bundesvorstandes am 16. Dezember 1961 erneut als Mitglied des Präsidiums bestätigt.
Zwischen 1965 und 1967 kam dann noch ein Studium an der Hochschule für Ökonomie in Berlin-Karlshorst hinzu, welches sie als Diplom-Wirtschafterin abschloss. Während dieser Zeit wurde sie von Heinz Hertel vertreten. Im August 1967 übernahm sie wieder den Vorsitz der Gewerkschaft und schied erst Ende August 1984 aus der Funktion. Sie gehörte dem FDGB-Bundesvorstand bis 1987, dem Präsidium des Bundesvorstandes bis 1984 an.
1971 nominierte sie der FDGB erstmals als Kandidatin für die Volkskammerwahlen. Im DDR-Parlament saß sie zwei Wahlperioden lang bis 1981 als Abgeordnete der DDR-Einheitsgewerkschaft und war Mitglied des Ausschusses für Handel und Versorgung. 1984 ging Welm in den Ruhestand.

## Auszeichnungen
- Verdienstmedaille der DDR
- 1965 Vaterländischer Verdienstorden in Bronze, 1974 in Silber[6] und 1983 in Gold[7]
- 1969 Clara-Zetkin-Medaille
- 1978 Artur-Becker-Medaille in Gold
- 1979 Orden Banner der Arbeit Stufe I
- 1985 Fritz-Heckert-Medaille in Gold